# Gergely Madaras
Gergely Madaras, né le 13 août 1984 à Budapest, est un chef d'orchestre hongrois. Flutiste de formation, diplômé de l'université de musique Franz-Liszt et de l'académie de musique et des arts du spectacle de Vienne, il suit en parallèle des cours de direction orchestrale avec des chefs accomplis. Professionnel, il dirige de 2013 à 2019 l'Orchestre Dijon Bourgogne. Depuis 2019, il est directeur musical de l'Orchestre philharmonique royal de Liège. Il est considéré comme l'« un des dix plus grands chefs de cette première moitié du XXIe siècle ». 

## Biographie

### Jeunesse et formation musicale
Gergely Madaras nait en 1984 à Budapest en Hongrie. Dès l'âge de 5 ans il découvre la musique folklorique, notamment tziganes et des paysans hongrois. Il étudie la flûte traversière, le violon et la composition. Il est diplômé de l'université de musique Franz-Liszt et de l'académie de musique et des arts du spectacle de Vienne à la flûte,. Ses principaux professeurs sont Mark Stringer (en), Henrik Prőhle ou Sándor Devich.
En parallèle, il participe à des festivals de musique classique pour perfectionner sa direction d'orchestre, notamment ceux de Tanglewood, Lucerne et Aspen où il reçoit des cours de chefs célèbres (Pierre Boulez, James Levine, Simon Rattle, Colin Davis, Mariss Jansons, Mark Elder ou encore David Zinman). En 2001, il fonde avec sa femme, Noémi Győri (en), les Youth Contemporary Music Evenings, à savoir des soirées autour de la vie musicale contemporaine hongroise. Elles s'arrêtent six ans plus tard. En 2001, toujours avec sa femme, il fonde l’Orchestre symphonique des jeunes de Budapest qu'il dirige jusqu'en 2005.
Après ses études, il se consacre entièrement à la direction d'orchestre et est finaliste de l'édition 2011 du prestigieux concours international de direction d'orchestre de Besançon. Il y remporte le Prix Spécial ARTE Live Web,.

### Carrière professionnelle
En 2013, il est engagé par l'Orchestre Dijon Bourgogne comme directeur musical. Il y reste jusqu'en 2019,. Dans le même temps, dès 2014 et jusqu'en 2020, il devient le chef principal de l’Orchestre symphonique Savaria en Hongrie.
Depuis septembre 2019, il est le directeur musical de l'Orchestre philharmonique royal de Liège. À partir de septembre 2025 il quittera son poste au profit de Lionel Bringuier.
Considéré comme l'« un des dix plus grands chefs de cette première moitié du XXIe siècle », Gergely Madaras est invité par de nombreux orchestres comme l'Orchestre symphonique de la BBC, l'Orchestre philharmonique de la BBC, l'Orchestre symphonique national de la RAI ou et encore de nombreux orchestres philharmoniques de par le monde,. Dans son pays natal, il dirige régulièrement des orchestres nationaux (Danube Symphony Orchestra, Orchestre de la Philharmonie nationale hongroise).
Amateur d'opéra, il remporte en 2012 la bourse Charles Mackerras délivré par l'English National Opera, ce qui lui permet de diriger cet orchestre avec La Flûte enchantée. Par la suite, il dirige divers orchestre d'opéra dont l’Opéra national des Pays-Bas, le Grand Théâtre, de l’Opéra de Dijon ainsi que l’Opéra d'État hongrois ou la Monnaie de Bruxelles,. Il effectue de nombreuses représentations, notamment Les Noces de Figaro, Otello, La traviata, La Bohème ou Lucia di Lammermoor,. Il a notamment un appétit pour les œuvres plus rarement jouées comme Peer Gynt, Vanessa ou Viva la Mamma.

### Style
Gergely Madaras est attiré par des répertoires classiques, romantiques et la musique hongroise. Il s'imprègne également de la musique contemporaine.

### Vie privée
Il est marié avec Noémi Győri (en), flutiste hongroise.

## Distinctions
- 2011 : Prix Spécial ARTE Live Web remporté lors du concours international de direction d'orchestre de Besançon[2]
- 2011 : Junior Prima Award[2]
- 2012 : Bourse Charles Mackerras délivré par l'English National Opera[1]
- 2025 : Prix « chef d’orchestre de l’année » lors des Bartók Radio Music Awards[7],[8].
- 2025 : Citoyen d'honneur de la ville de Liège[9]
- Prix Artisjus[2]